# La Merced del Playón
La Merced del Playón es un centro poblado del municipio de Liborina, localizado en el departamento de Antioquia (Colombia).
Limita al norte con el municipio de San José de la Montaña, al sur con el centro poblado San Diego, al este con el municipio de Belmira y al oeste con el centro poblado La Honda y el municipio de Sabanalarga.
Aproximadamente a 17 kilómetros de la cabecera municipal hacia el noreste, de clima frío (2100 m s. n. m. y 18 °C), es un poblado rodeado de múltiples paisajes bucólicos en donde contrastan todas las tonalidades posibles del verde, junto a fuentes eternas de aguas cristalinas; allí, desarrolla su recorrido la quebrada Juan García luego de su nacimiento en la confluencia de varios arroyos provenientes de la Ñoma de la Silleta y el Alto de la Cruz, cerca del Páramo de Belmira y Santa Inés.
Es un pueblo de calles en piedra y casas con balcones coloniales, donde no se nota el paso de los años. Se comunica por vía terciaria al municipio de San José de la Montaña.  En la década de los 40 y 50 s había una gran cantidad de comercio en el centro poblado , el cual ha decaído con el tiempo.
El centro poblado cuenta con estación de la Policía Nacional, puesto de salud, asilo de ancianos y cinco instituciones educativas.

## Economía
Su actividad económica principal es la ganadería para la producción de leche y queso (producción aproximada 3000 litros de leche diarios) que son vendidos a las principales compañías lecheras del país. Le sigue la agricultura con productos como fríjol, maíz, cebolla de rama, papa, café y frutos como el aguacate, durazno, níspero, tomate de árbol, chirimoya, brevas y guayaba entre otros. Producción de porcinos y bovinos en menor escala.
En sus tierras crece el Chachafruto de manera silvestre, el cual es un fruto que tiene altos contenidos de proteínas y carbohidratos.

## Historia
Las tierras de este pueblo, fueron habitadas por los indios Nutabes, a orillas de la quebrada Juan García.  Posteriormente llegaron pobladores del norte del departamento de Antioquia atraídos por las minas de oro y guacas indígenas cercanas al páramo de Santa Inés.
El caserío fue creado en 1861 con el nombre de "Villapol", en el año de 1897 fue renombrado como "El Playón" debido a que la quebrada Juan García dejaba una playa tras sus crecientes. Finalmente, el 15 de octubre de 1912 fue reconocido como centro poblado con el nombre de "La Merced del Playón", en honor a la virgen de las mercedes.

En la fachada principal de la iglesia se puede apreciar la letra "M" bajo el reloj, haciendo alusión a la advocación mariana de la virgen de la merced, patrona del pueblo.

## Transporte
Se comunica por carretera destapada en buen estado con los municipios de Liborina y San José de la Montaña. Los días sábados y domingos salen chivas de Liborina hacia el centro poblado.

## Sitios de interés turístico
- Charcos en la Quebrada Juan García
- Alto el Volador
- Loma del Sinaí
- Finca El Pleito
- Vallados de piedra en las veredas Los Encenillos y Machado
- Saltos de agua natural en la quebrada Hoyoredondo
- Caminatas por bosques naturales
- Iglesia de las Mercedes

## Veredas
Algunas de sus veredas son: Las Abejas, Granadillos, La Abisinia, La Aldea, Encenillos, Machado, El Cardal, El Pleito, Hoyo Redondo, El Guamo, Volador y Los Asientos.